# Sonchus asper
Il grespino spinoso (nome scientifico Sonchus asper (L.) Hill, 1769)  è una specie di pianta angiosperma dicotiledone della famiglia delle Asteraceae.

## Etimologia
Il nome generico (Sonchus) ha probabilmente origine nel periodo classico antico, infatti era usato già ai tempi di Teofrasto e di Plinio (in realtà il vocabolo usato era lievemente diverso: sogchos). L'epiteto specifico (asper) significa aspro, ispido o anche ruvido e grezzo e fa riferimento alla spinosità generale della pianta.

Il binomio scientifico di questa pianta inizialmente era Sonchus oleraceus var. asper, proposto dal botanico Carl von Linné (1707 – 1778) biologo e scrittore svedese, considerato il padre della moderna classificazione scientifica degli organismi viventi, nella pubblicazione "Species Plantarum" del 1753, modificato successivamente in quello attualmente accettato Sonchus asper proposto dal botanico inglese John Hill (1716-1775) nella pubblicazione "Herbarium Britannicum, exhibens plantas Britanniæ indigenas secundum methodum floralem novam digestas, cum historia, descriptione, characteribus specificis, viribus, et usis: tabulis æneis illustratum. London - 1: 47" del 1769.

## Descrizione

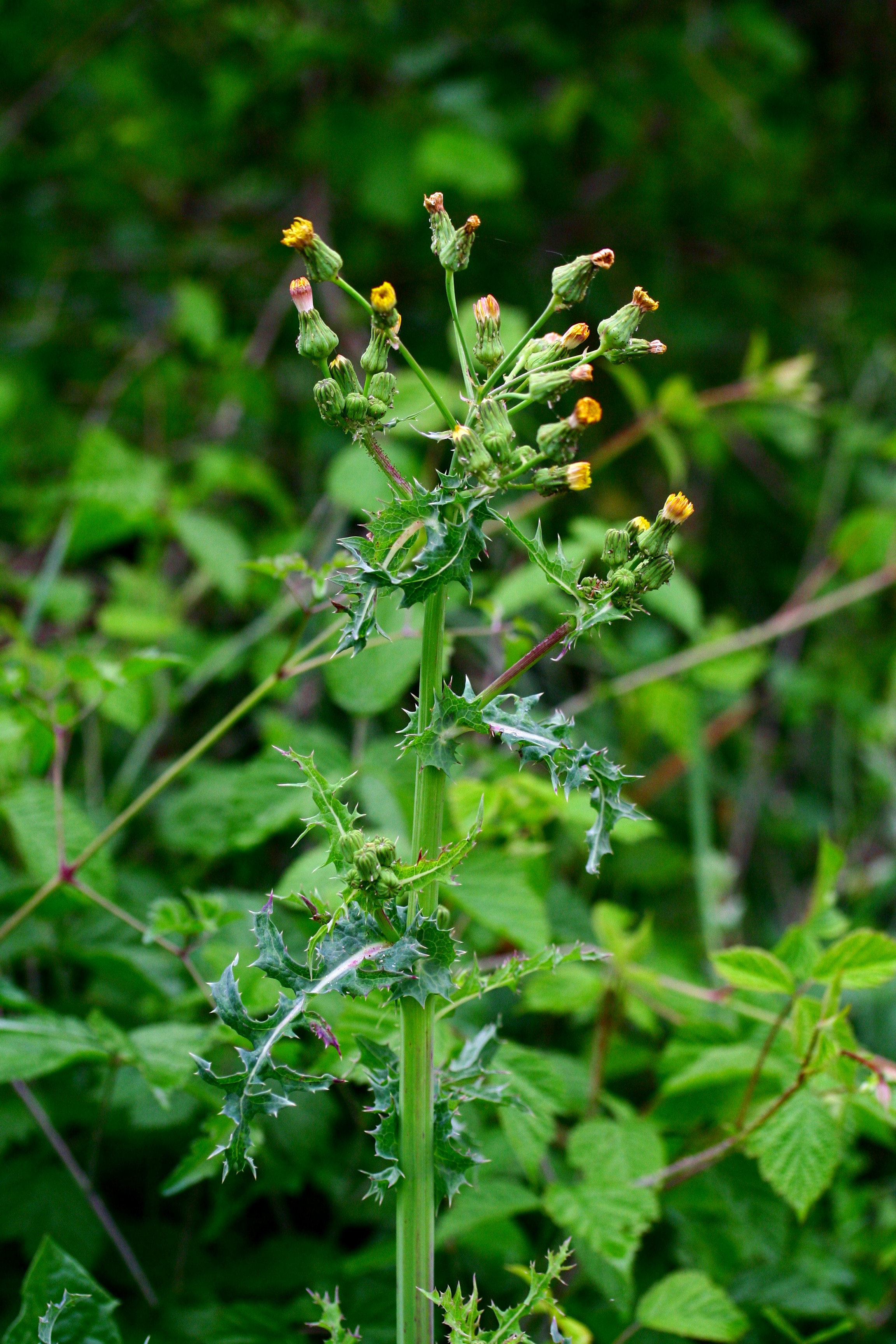
Il portamento
Località: Farra, Mel(BL), 330 m s.l.m. - Data: 04-05-2007

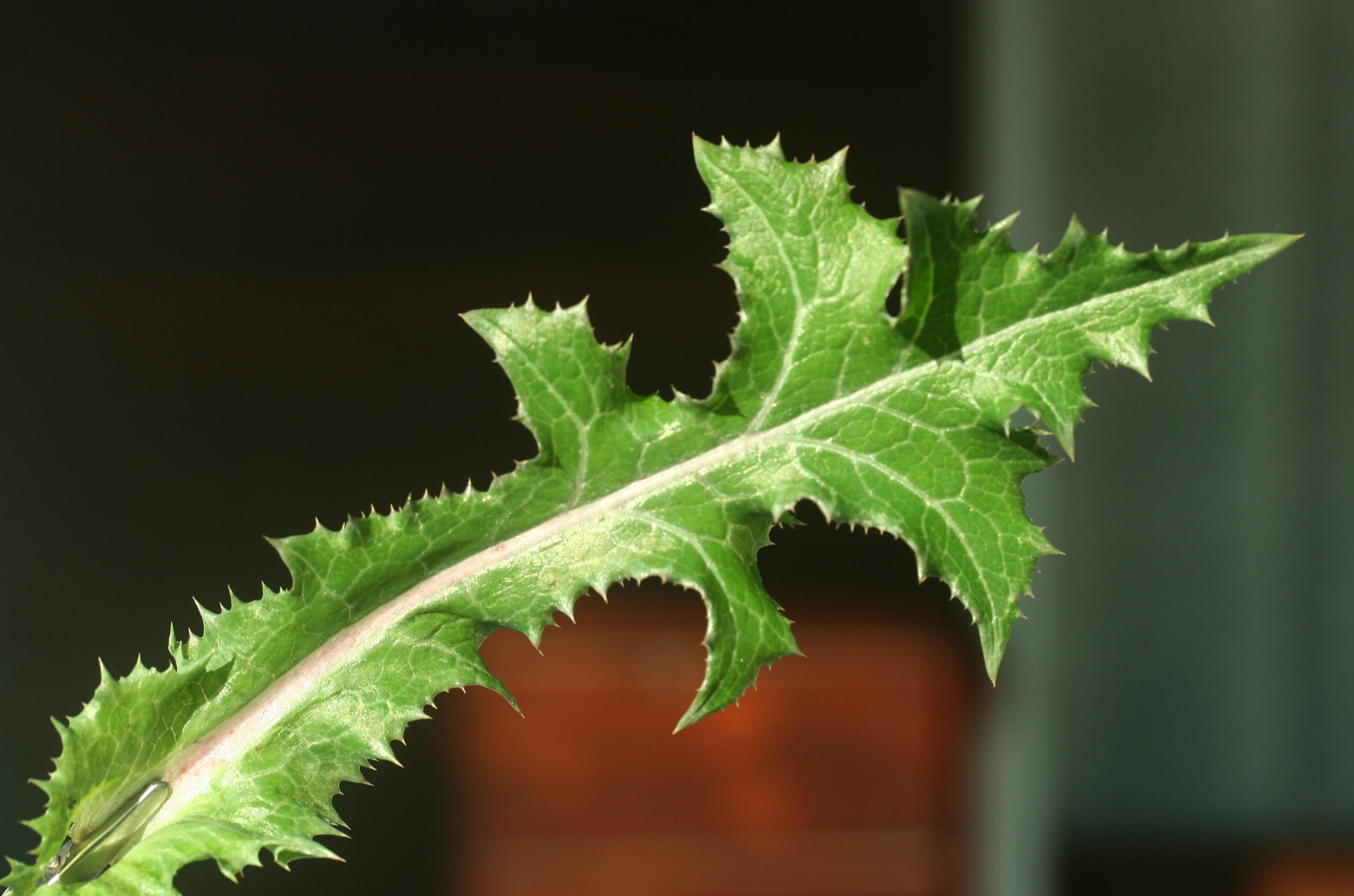
Le foglie

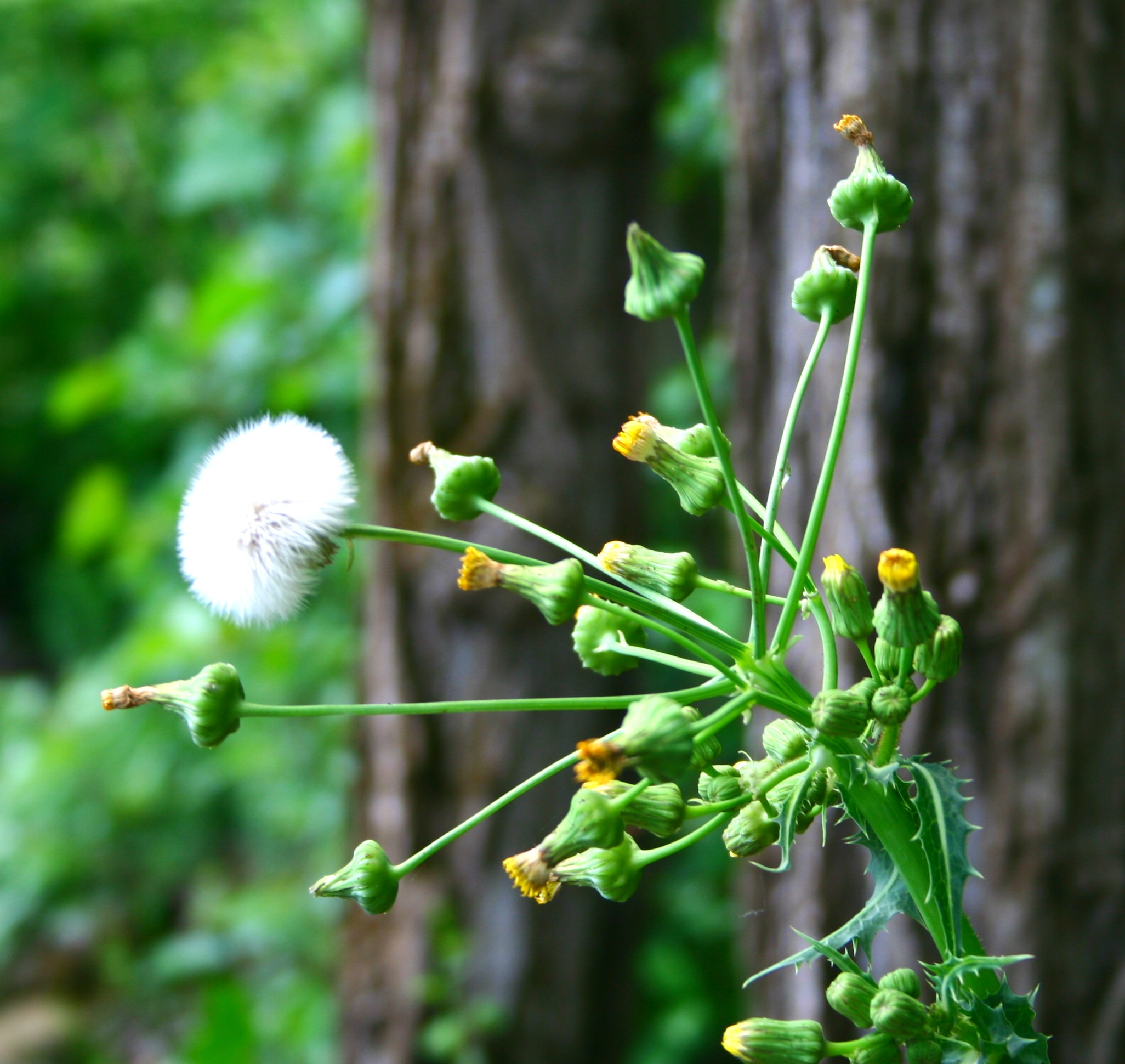
Infiorescenza

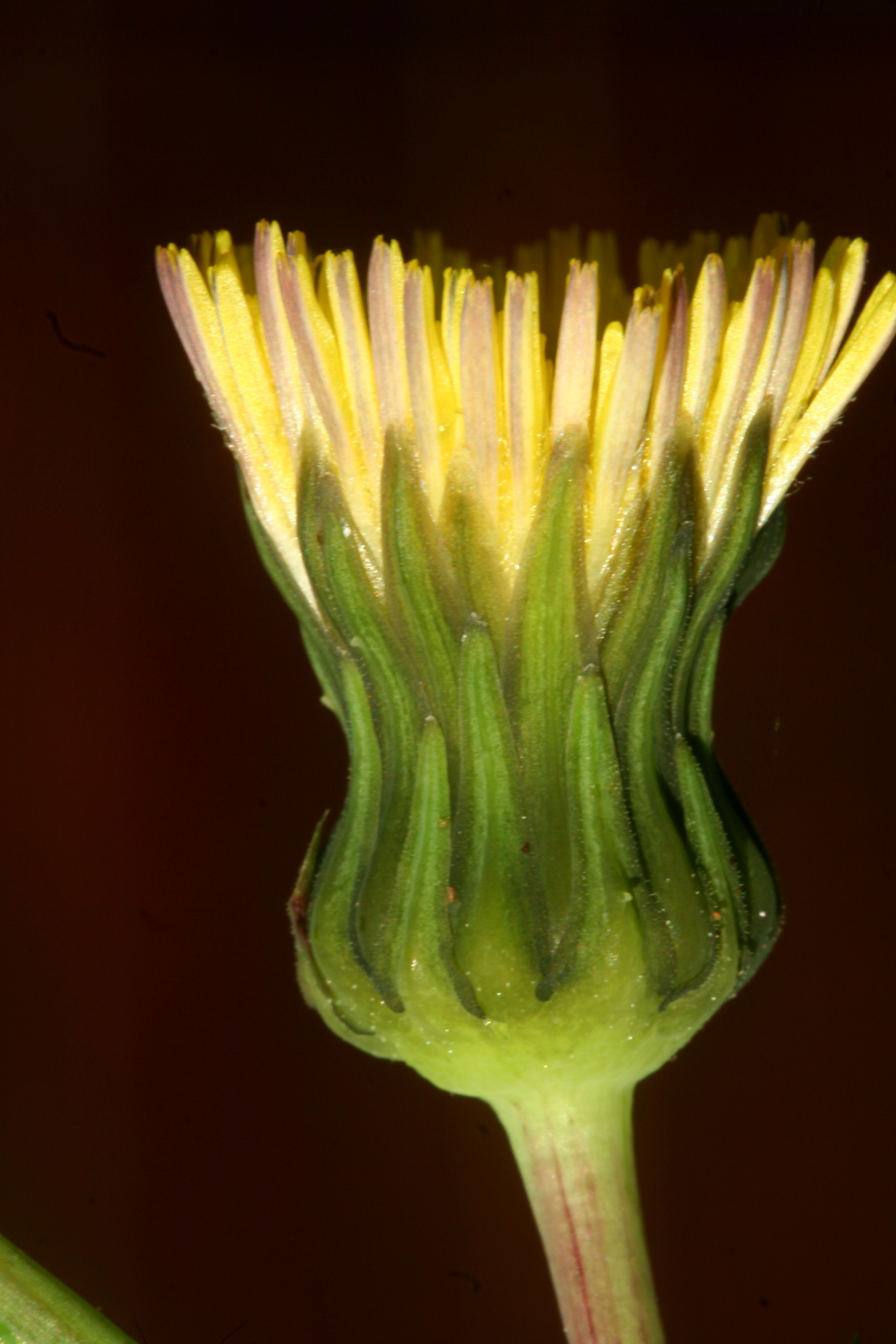
Il capolino

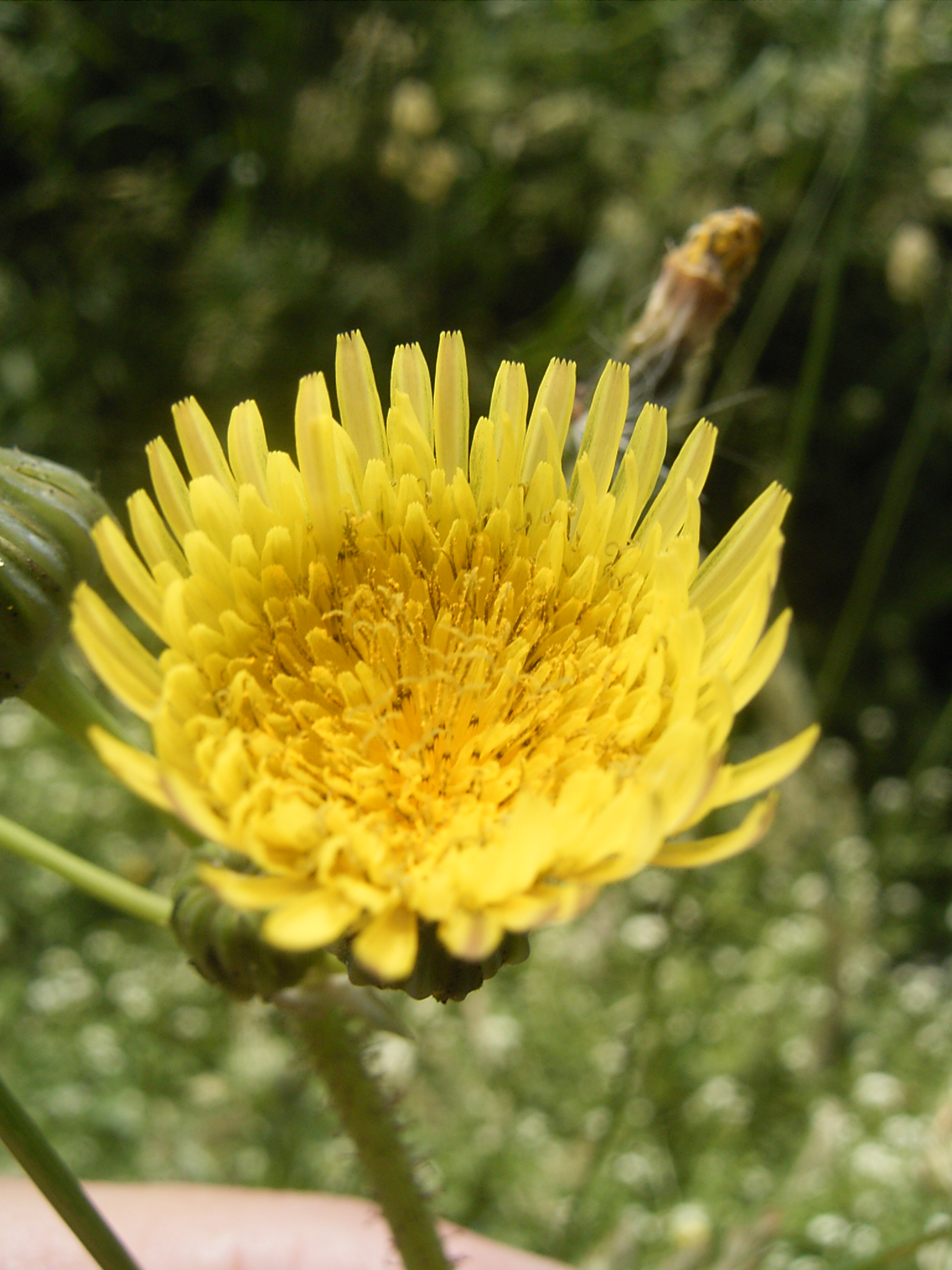
I fiori ligulati

Habitus. La forma biologica è terofita scaposa (T scap), ossia sono piante erbacee che differiscono dalle altre forme biologiche poiché, essendo annuali, superano la stagione avversa sotto forma di seme e sono munite di asse fiorale eretto e spesso privo di foglie. Questa specie è anche definita emicriptofita bienne (H bienn) con ciclo biologico biennale.
Radici. Le radici sono di tipo fittonante.
Fusto. La parte aerea del fusto è robusta, cava e poco ramosa ma con bracci per lo più allargati. Nella parte alta le foglie cauline sono numerose. Questa pianta può raggiungere un'altezza di 180/200 cm (normalmente è alta da 30 a 100 cm).
Foglie. Le foglie sono simili a quelli dei cardi, spesse e spinose, di colore verde tendente al bluastro (di sopra sono lucide), con lamina di tipo lanceolato e con margini ondulati, coperte di spine dorsali su entrambi i margini: se tagliate secernono un liquido lattiginoso. Lungo il caule sono disposte in modo alterno e sono amplessicauli. Alla base delle orecchiette, arrotolate a chiocciola, avvolgono il fusto. Dimensioni delle foglie: larghezza 1 – 15 cm; lunghezza 6 – 30 cm.
Infiorescenza. Le infiorescenze sono composte da capolini disposti in cime ombrelliformi con peduncoli provvisti di ghiandole stipitate (a volte può essere glabro); alla base possono essere fioccosi. I capolini sono formati da un involucro a forma piriforme composto da brattee (o squame) disposte in modo embricato su 2 - 4 serie all'interno delle quali un ricettacolo fa da base ai fiori tutti ligulati. I capolini spesso sono pauciflori. Le squame hanno una forma lanceolata e spesso sono ricoperte da ghiandole stipitate. Il ricettacolo è nudo, senza pagliette a protezione della base dei fiori. Dimensione dell'involucro: 9 – 13 mm.
Fiore. I fiori sono tutti del tipo ligulato (il tipo tubuloso, i fiori del disco, presente nella maggioranza delle Asteraceae, qui è assente), sono tetra-ciclici (ossia sono presenti 4 verticilli: calice – corolla – androceo – gineceo) e pentameri (ogni verticillo ha 5 elementi). I fiori sono ermafroditi e zigomorfi.
- Formula fiorale:

*/x K {\displaystyle \infty }, [C (5), A (5)], G 2 (infero), achenio
- Calice: i sepali del calice sono ridotti ad una coroncina di squame.
- Corolla: le corolle sono formate da una ligula terminante con 5 denti; il colore è giallo; la lunghezza dei lembi apicali (ligula) sono inferiori a quella dei tubi.
- Androceo: gli stami sono 5 con filamenti liberi, mentre le antere sono saldate in un manicotto (o tubo) circondante lo stilo.[17] Le antere alla base sono acute. Il polline è tricolporato.[18]
- Gineceo: lo stilo è filiforme. Gli stigmi dello stilo, di colore verde-oliva, sono due divergenti e ricurvi con la superficie stigmatica posizionata internamente (vicino alla base).[19] L'ovario è infero uniloculare formato da 2 carpelli.
- Fioritura: a quote basse o al sud tutto l'anno.

Frutti. I frutti sono degli acheni con pappo. Gli acheni sono compressi a forma obovato-ellittica con 3 evidenti coste longitudinali per lato, sono ristretti bruscamente all'apice (sono troncati e senza becco); la superficie tra le coste è liscia. Il pappo è formato da setole semplici. Dimensione degli acheni: larghezza 1 mm; lunghezza 2,5 mm. Lunghezza del pappo: 6 – 9 mm.

## Biologia
- Impollinazione: l'impollinazione avviene tramite insetti (impollinazione entomogama tramite farfalle diurne e notturne).
- Riproduzione: la fecondazione avviene fondamentalmente tramite l'impollinazione dei fiori (vedi sopra).
- Dispersione: i semi (gli acheni) cadendo a terra sono successivamente dispersi soprattutto da insetti tipo formiche (disseminazione mirmecoria). In questo tipo di piante avviene anche un altro tipo di dispersione: zoocoria. Infatti gli uncini delle brattee dell'involucro si agganciano ai peli degli animali di passaggio disperdendo così anche su lunghe distanze i semi della pianta.

## Tassonomia
La famiglia di appartenenza di questa voce (Asteraceae o Compositae, nomen conservandum) probabilmente originaria del Sud America, è la più numerosa del mondo vegetale, comprende oltre 23.000 specie distribuite su 1.535 generi, oppure 22.750 specie e 1.530 generi secondo altre fonti (una delle checklist più aggiornata elenca fino a 1.679 generi). La famiglia attualmente (2021) è divisa in 16 sottofamiglie.

### Filogenesi
Il genere di questa voce appartiene alla sottotribù Hyoseridinae della tribù Cichorieae (unica tribù della sottofamiglia Cichorioideae). In base ai dati filogenetici la sottofamiglia Cichorioideae è il terz'ultimo gruppo che si è separato dal nucleo delle Asteraceae (gli ultimi due sono Corymbioideae e Asteroideae). La sottotribù Hyoseridinae fa parte del "quarto" clade della tribù; in questo clade è in posizione "basale" vicina alla sottotribù Lactucinae.
Il genere Sonchus insieme ai generi Launaea, Hyoseris,  Reichardia e Aposeris formano un gruppo fortemente monofiletico (e formano la sottotribù Hyoseridinae). In questo gruppo Sonchus, da un punto di vista filogenetico, si trova nel "core" della sottotribù e risulta “fratello” del genere Launaea.
La circoscrizione di questo genere è ancora in via di definizione. Il genere come è composto attualmente si presenta molto polifiletico (ma anche parafiletico) e sono necessari ulteriori studi per ri-circoscrivere il genere. Secondo uno studio  il gruppo Sonchus s.l. si suddivide in 6 cladi. La specie di questa voce attualmente è descritta all'interno del subg. Origosonchus. (in precedenza apparteneva al subg. Sonchus, sections Sonchus & Asperi).
I caratteri distintivi per la specie di questa voce sono:
- il ciclo biologico è annuo o bienne;
- le foglie cauline sono numerose e con margini spinosi e pungenti;
- gli stigmi sono colorati di verde-oliva;
- gli acheni hanno 3 coste e sono lisci tra di esse.

Il numero cromosomico di  S. asper è diploide 2n = 18.

### Sottospecie
Per questa specie sono riconosciute due sottospecie entrambe presenti sul territorio italiano:

#### Sottospecieasper

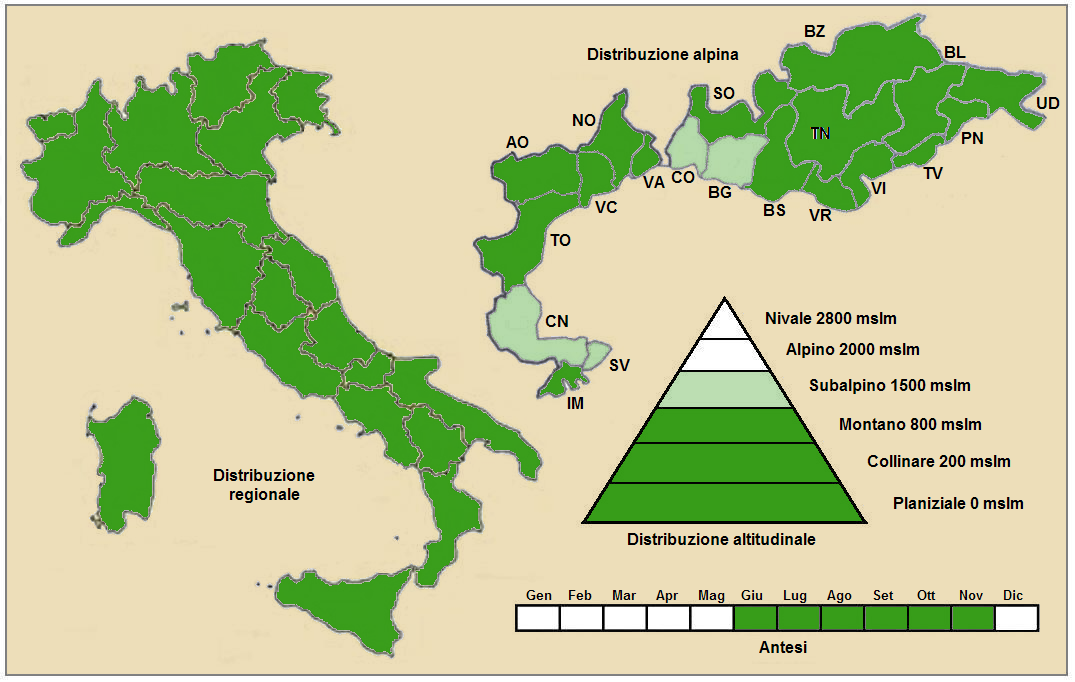
Distribuzione della sottospecie asper (Distribuzione regionale – Distribuzione alpina)

- Nome scientifico: Sonchus asper (L.) Hill, 1769 subsp. asper.
- Ciclo biologico: annuale.
- Descrizione: il diametro dei capolini varia da 2 a 2,5 cm; tutta la pianta è verde ma non glaucescente; le coste dell'achenio sono lisce.
- Fioritura: (nella zona alpina) da giugno a novembre.
- Geoelemento: il tipo corologico (area di origine) è Mediterraneo; ma anche Eurasiatico divenuto Subcosmopolita.
- Distribuzione: in Italia è il tipo più comune; è comune anche su tutto l'arco alpino; sui vari rilievi europei si trova nei Vosgi, Massiccio del Giura, Massiccio Centrale, Pirenei e Carpazi.[25] Nell'areale mediterraneo questa sottospecie è presente in Africa, Asia e America; in Australia è considerata specie naturalizzata.[2]
- Habitat: questa entità vive in tutti i tipi di suolo, nei terreni incolti (ma anche colti come orti e vigne), in zone sabbiose in prossimità del litorale; vive anche ai margini delle strade, come erba spontanea. Il substrato preferito è calcareo ma anche siliceo con pH neutro, alti valori nutrizionali del terreno che deve essere mediamente umido.
- Distribuzione altitudinale: sui rilievi queste piante si possono trovare fino a 1.500 m s.l.m.; da un punto di vista altitudinale questa sottospecie frequenta il piano vegetazionale collinare, quello montano e in parte quello subalpino (oltre a quello planiziale).
- Fitosociologia:
dal punto di vista fitosociologico alpino Sonchus asper appartiene alla seguente comunità vegetale:[25]

Formazione: delle comunità terofiche pioniere nitrofile
Classe: Stellarietea mediae
- per l'areale completo italiano Sonchus asper appartiene alla seguente comunità vegetale:

Macrotipologia: vegetazione erbacea sinantropica, ruderale e megaforbieti.
Classe: Stellarietea mediae
Ordine: Solano nigri-Polygonetalia convolvuli (Sissingh in Westhoff, Dijk, Passchier & Sissingh 1946) O. Bolòs, 1962
Alleanza: Veronico agrestis-Euphorbion peplus Peplus Sissingh ex Passarge, 1964
Descrizione. L'alleanza Veronico agrestis-Euphorbion peplus è relativa alle comunità infestanti, terofitiche, su suoli molto fertili (limosi o argillosi), ricchi in sostanza organica, generalmente nelle colture orticole, vigneti e frutteti in generale. La distribuzione di questa cenosi è eurosiberiana. In Italia questa alleanza è presente in Veneto in due diverse serie di vegetazione (quella dell’alta Pianura Padana orientale e quella prealpina orientale collinare). Il livello di conservazione di queste cenosi è fortemente variabile e relativa all'adattamento ai continui disturbi e rimaneggiamenti dei suoli, per effetto delle operazioni agricole, del calpestìo, ecc. In caso di agricoltura non di tipo tradizionale (fertilizzazioni di sintesi, diffusione di erbicidi) tali comunità sono suscettibili di scomparsa.
Specie presenti nell'associazione: Allium vineale, Calendula arvensis, Euphorbia peplus, Fumaria officinalis, Heliotropium europaeum, Geranium rotundifolium, Mercurialis annua, Muscari racemosus, Amaranthus retroflexus, Chenopodium album, Chenopodium hybridum, Echinochloa crus-galli, Euphorbia helioscopia, Solanum nigrum, Sonchus arvensis, Sonchus asper, Thlaspi arvense, Tripleurospermum inodorum, Sonchus oleraceus, Fallopia convolvulus, Anagallis arvensis, Veronica agrestis, Stellaria media, Capsella bursa-pastoris, Amaranthus powellii, Galinsoga parviflora, Lamium purpureum e Sinapis arvensis.

#### Sottospecieglaucescens

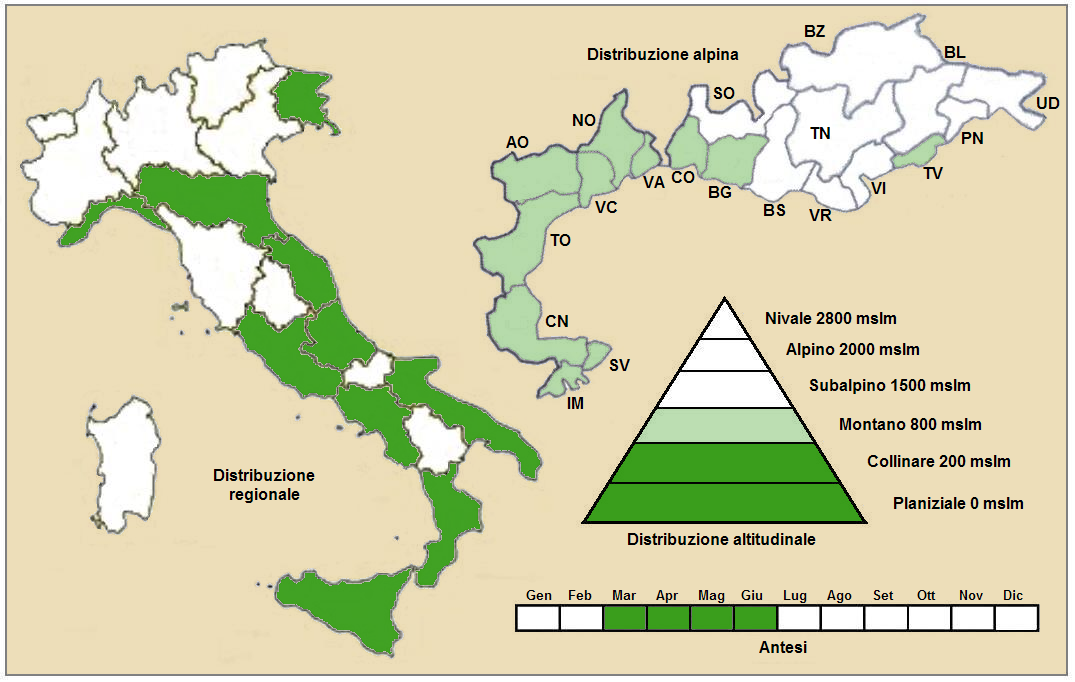
Distribuzione della sottospecie glaucescens (Distribuzione regionale – Distribuzione alpina)

- Nome scientifico: Sonchus asper (L.) Hill, 1769 subsp. glaucescens (Jord.) Ball ex Ball, 1878 (Nella "Floea d'Italia" è indicata con il nome di subsp. nymani (Tineo et Guss.) Hegi).
- Basionimo: Sonchus glaucescens Jordan.
- Ciclo biologico: bienne.
- Descrizione: in questa sottospecie la spinosità è molto forte; l'aspetto è glaucescente; il diametro dei capolini varia da 3 a 4 cm; gli acheni sono provvisti di ciglia riflesse sulle coste.
- Fioritura: (nella zona alpina) da marzo a giugno.
- Geoelemento: il tipo corologico (area di origine) è Mediterraneo / Sud Ovest Asiatico.
- Distribuzione: in Italia ha una presenza discontinua dai Friuli alla Sicilia; sull'arco alpino si trova solamente all'estremo occidentale (Francia (dipartimento Alpes-Maritimes). Nell'areale mediterraneo questa sottospecie è presente nella Penisola Iberica, Penisola Balcanica, Europa orientale, Africa, Anatolia e in Transcaucasia.[2]
- Distribuzione altitudinale: da un punto di vista altitudinale questa sottospecie frequenta il piano vegetazionale collinare e in parte quello montano (oltre a quello planiziale).
- Fitosociologia: dal punto di vista fitosociologico alpino Sonchus asper appartiene alla seguente comunità vegetale:[25]

Formazione: delle comunità terofiche pioniere nitrofile
Classe: Stellarietea mediae

### Sinonimi
Questa entità ha avuto nel tempo diverse nomenclature. L'elenco seguente indica alcuni tra i sinonimi più frequenti:
- Sonchus oleraceus var. asper L.

Sinonimi della sottospecie asper
- Hieracium asperum Bernh.
- Hieracium sonchus  E.H.L.Krause
- Sonchus asper f. adenotrichus  Soó
- Sonchus asper var. glanduliferus  Garrett
- Sonchus asper f. glandulosus  Hauman
- Sonchus asper f. laevis ( Wallr.) V.Kuusk
- Sonchus asper f. lignosus  A.T.Szabó
- Sonchus asper var. sabulosus  P.D.Sell
- Sonchus australis  Colla
- Sonchus borderi  Gand.
- Sonchus carolinianus  Walter
- Sonchus crocifolius  Sch.Bip.
- Sonchus cuspidatus  Blume
- Sonchus decipiens  Zenari
- Sonchus eryngioides  DC.
- Sonchus fallax  Wallr.
- Sonchus fallax var. asper  Wallr.
- Sonchus fallax var. laevis  Wallr.
- Sonchus ferox  Wall.
- Sonchus glaber  Thunb.
- Sonchus infestus  Poepp. ex DC.
- Sonchus spinosus  Lam.
- Sonchus spinulosus  Bigelow
- Sonchus sulphureus  Boiss.
- Sonchus tibesticus  Quézel
- Sonchus umbellatus  E.Mey. ex DC.
- Sonchus viridis  Zenari

Sinonimi della sottospecie glaucescens
- Sonchus asper subsp. nymanii (Tineo & Guss.) Hegi
- Sonchus eryngiifolius  Sosn. ex Grossh.
- Sonchus giganteus  Shuttlew. ex Rouy
- Sonchus glaucescens  Jord.
- Sonchus graecus  Reut. ex E.Weiss
- Sonchus kralikii  Rouy
- Sonchus nymanii  Tineo & Guss.

### Specie simili
Nell'ambito del genere Sonchus le seguenti specie (che vivono sull'arco alpino) possono essere confuse fra di loro:
- Sonchus arvensis:  le piante, perenni, sono alte 5 - 15 dm; le radici non sono tuberose; i fusti sono poco ramosi con foglie cauline provviste di orecchiette cordate; le ghiandole dell'involucro e del peduncolo sono gialle; gli stigmi sono gialli; gli acheni hanno 5 coste per faccia e sono lunghi 2,5 - 3,5 mm.
- Sonchus asper: le piante sono annue; i fusti sono molto ramosi con foglie lucide e spinose; gli stigmi sono verde-olivacei; gli acheni sono lisci con tre coste per faccia.
- Sonchus oleraceus: le piante sono annue; i fusti sono molto ramosi con foglie opache e lisce; le foglie variano da intere a lobate; la base fogliare è tronca o ovata; gli stigmi sono verde-olivacei; gli acheni sono spinulosi sulle tre coste per faccia.
- Sonchus palustris: le piante sono perenni e sono alte 10 - 20 dm; i fusti sono poco ramosi con foglie cauline provviste di orecchiette acute; le ghiandole dell'involucro e del peduncolo sono nere; gli stigmi sono gialli; gli acheni hanno 5 coste per faccia e sono lunghi meno di 3,5 mm.

## Usi

### Farmacia
Secondo la medicina popolare questa pianta può essere usata come impacco contro le ferite e foruncoli epidermici:

### Cucina
Le foglie sono commestibili sia crude che cotte.

## Altre notizie
Il crespino ruvido in altre lingue è chiamato nei seguenti modi:
- (DE)  Raue Gänsedistel
- (FR)  Laiteron rude
- (EN)  Prickly Sowthistle